# Jana Galíková
Jana Galíková, roz. Hlaváčová, (* 22. ledna 1963 Brno) je bývalá československá reprezentantka v orientačním běhu. Získala nejvíce medailí z individuálních závodů z československých závodníků . Na MS v letech 1987, 1989 a 1991 opakovaně vybojovala shodné medaile ze závodů jednotlivců i štafet, což ji řadí mezi nejúspěšnější světové závodníky v OB během její sportovní kariéry. Během své reprezentační kariéry závodila za VŠZ Brno, nyní je členkou oddílu Tesla Brno. Své bohaté zkušenosti předává mladším závodníkům jako asistentka reprezentačního týmu. Jana Galíková žije v Brně a je úspěšnou architektkou.
V Československé anketě Hledáme nejlepšího orientačního běžce roku mezi ženami celkem 3x zvítězila, 3x skončila na druhém místě a 3x na třetím místě.

## Sportovní kariéra

### Umístění na MS a ME
| Thun 1981            |          |          | 7. místo |
| Zalaegerszeg 1983    |          |          | 2. místo |
| Gérardmer 1987       |          | 3. místo | 3. místo |
| Skövde 1989          |          | 2. místo | 2. místo |
| Mariánské Lázně 1991 | 7. místo | 3. místo | 3. místo |

| Praha 1982     | 5. místo | 1. místo |
| Jönköping 1984 | 7. místo |          |

| Lavarone 1984 | 14. místo | 4. místo |

### Pódiová umístění na SP
- závod Světového poháru 1984 (Československo, Jičín-Turnov) - klasická trať - 3. místo
- závod Světového poháru 1984 (Maďarsko, Budapest) - klasická trať - 5. místo
- závod Světového poháru 1988 (Maďarsko, Szilvásvárad) - klasická trať - 1. místo
- závod Světového poháru 1988 (Rakousko, Wiener Neustadt) - klasická trať - 1. místo
- závod Světového poháru 1988 (Československo, Silica) - klasická trať - 1. místo

### Umístění na MČSR
| Umístění na Mistrovství Československa v orientačním běhu | Umístění na Mistrovství Československa v orientačním běhu | Umístění na Mistrovství Československa v orientačním běhu | Umístění na Mistrovství Československa v orientačním běhu | Umístění na Mistrovství Československa v orientačním běhu | Umístění na Mistrovství Československa v orientačním běhu |
| Rok                                                       | Kategorie                                                 | Klasická trať                                             | Krátká trať                                               | Dlouhá trať                                               | Noční                                                     |
| --------------------------------------------------------- | --------------------------------------------------------- | --------------------------------------------------------- | --------------------------------------------------------- | --------------------------------------------------------- | --------------------------------------------------------- |
| 1977                                                      | D16 – mladší dorostenky                                   | 1. místo                                                  |                                                           |                                                           |                                                           |
| 1979                                                      | D16 – mladší dorostenky                                   | 1. místo                                                  |                                                           |                                                           | 2. místo                                                  |
| 1980                                                      | D18 – starší dorostenky                                   | 1. místo                                                  |                                                           | disk                                                      | 1. místo                                                  |
| 1981                                                      | D21 – ženy                                                | 3. místo                                                  |                                                           | 3. místo                                                  | 1. místo                                                  |
| 1982                                                      | D21 – ženy                                                | 2. místo                                                  |                                                           | 4. místo                                                  |                                                           |
| 1983                                                      | D21 – ženy                                                | 1. místo                                                  |                                                           | 1. místo                                                  |                                                           |
| 1984                                                      | D21 – ženy                                                | 1. místo                                                  |                                                           | 1. místo                                                  |                                                           |
| 1987                                                      | D21 – ženy                                                | 1. místo                                                  |                                                           |                                                           |                                                           |
| 1988                                                      | D21 – ženy                                                | 2. místo                                                  |                                                           |                                                           |                                                           |
| 1989                                                      | D21 – ženy                                                | 1. místo                                                  |                                                           | 2. místo                                                  |                                                           |
| 1991                                                      | D21 – ženy                                                | 7. místo                                                  | 5. místo                                                  |                                                           |                                                           |